# Bulbophyllum callichroma
Bulbophyllum callichroma là một loài phong lan thuộc chi Bulbophyllum.